# Anja Clementi
Anja Clementi (* 18. September 1971 in Saarbrücken als Anja Beckert) ist eine deutsche Schauspielerin, Sängerin und Musicaldarstellerin.

## Leben
Clementi war von 1985 bis 1993 Mitglied im Kinder-, Extra- und Opernchor des Staatstheaters Saarbrücken. Seit 1989 nimmt sie zusätzlich Gesangsunterricht. Sie verließ die Schule 1990 mit dem Abitur und studierte Germanistik und Musikwissenschaft an der Universität des Saarlandes, außerdem studierte sie Musiktheorie an der Musikhochschule des Saarlandes. Von 1993 bis 1996 besuchte sie das Konservatorium der Stadt Wien und studierte Musical/Operette/Chanson und verließ die Universität 1996 mit dem Diplom. Ende der 1990er Jahre hatte sie einige Engagements in großen Städten Österreichs sowie in Bayern. Seit 1997 ist sie Ensemble-Mitglied in Salzburg, seit 1999 in der Komödienspiele Porcia. Sie ist mit dem italienischen Schauspieler, Liedermacher und Regisseur Georg Clementi verheiratet.
In dem Drama Die Rättin von 1997 hatte sie erstmals eine Filmrolle. Einem breiten Publikum wurde sie als Jessica Maier in der Fernsehserie Familie Heinz Becker bekannt. Die Serie wurde 2004 mit dem Deutschen Comedypreis ausgezeichnet. 2014 hatte sie eine Besetzung in dem Kurzfilm Perlmutter, der auf dem Filmfestival Max Ophüls Preis uraufgeführt wurde.
Clementi spricht Englisch, Italienisch und Französisch. Dazu beherrscht sie noch verschiedene deutsche Dialekte.

## Filmografie
- 1997: Die Rättin (Fernsehfilm)
- 2001–2004: Familie Heinz Becker (Fernsehserie, 7 Episoden)
- 2004: Tatort: Teufel im Leib (Fernsehfilm)
- 2014: Perlmutter (Kurzfilm)